# Simone Simon
Simone Thérèse Fernande Simon (23 d'abril de 1910 o 1911 – 2 de febrer de 2005) va ser una actriu de cinema francesa que va començar la seva carrera cinematogràfica el 1931. Potser és més recordada pel seu paper a la pel·lícula de terror nord-americana La dona pantera, i la seva seqüela La maledicció de la pantera.

## Primers de la vida
Nascuda a Marsella, França, era filla d'Henri Louis Firmin Clair Simon, un enginyer i pilot d'avions jueu francès a la Segona Guerra Mundial que va morir en un camp de concentració, i d'Erma. Maria Domenica Giorcelli, mestressa de casa italiana. Abans d'establir-se i créixer a Marsella, Simon va viure a Madagascar, Budapest, Torí i Berlín. Ella va anar a París el 1931 i va treballar breument com a cantant, model i dissenyadora de moda. També en un moment donat va voler convertir-se en escultora.
Simon va treballar principalment per al Théâtre des Bouffes Parisiens i després va aconseguir un treball més seriós amb Sacha Guitry a Ô mon bel inconnu.

## Carrera
Després de ser descoberta en un restaurant el juny de 1931, el director Victor Tourjansky li va oferir a Simon un contracte de cinema, que va posar fi als seus plans per convertir-se en dissenyadora de moda. Va fer el seu debut a la pantalla a Le chanteur inconnu, 1931, i ràpidament es va establir com una de les actrius de cinema amb més èxit del país. Més tard, Simon va dir a un periodista que no tenia experiència d'actuació quan va fer la seva primera prova de pantalla per Le chanteur inconnu. El 1932, li van donar papers més importants i va saltar a la fama després de protagonitzar Lac aux dames de Marc Allégret (1934), que va ser en la seva pròpia opinió, el seu primer paper seriós des de Le chanteur inconnu. En entrevistes posteriors, Simon va expressar el seu agraïment cap a Allégret, sentint que era responsable de la seva glòria.

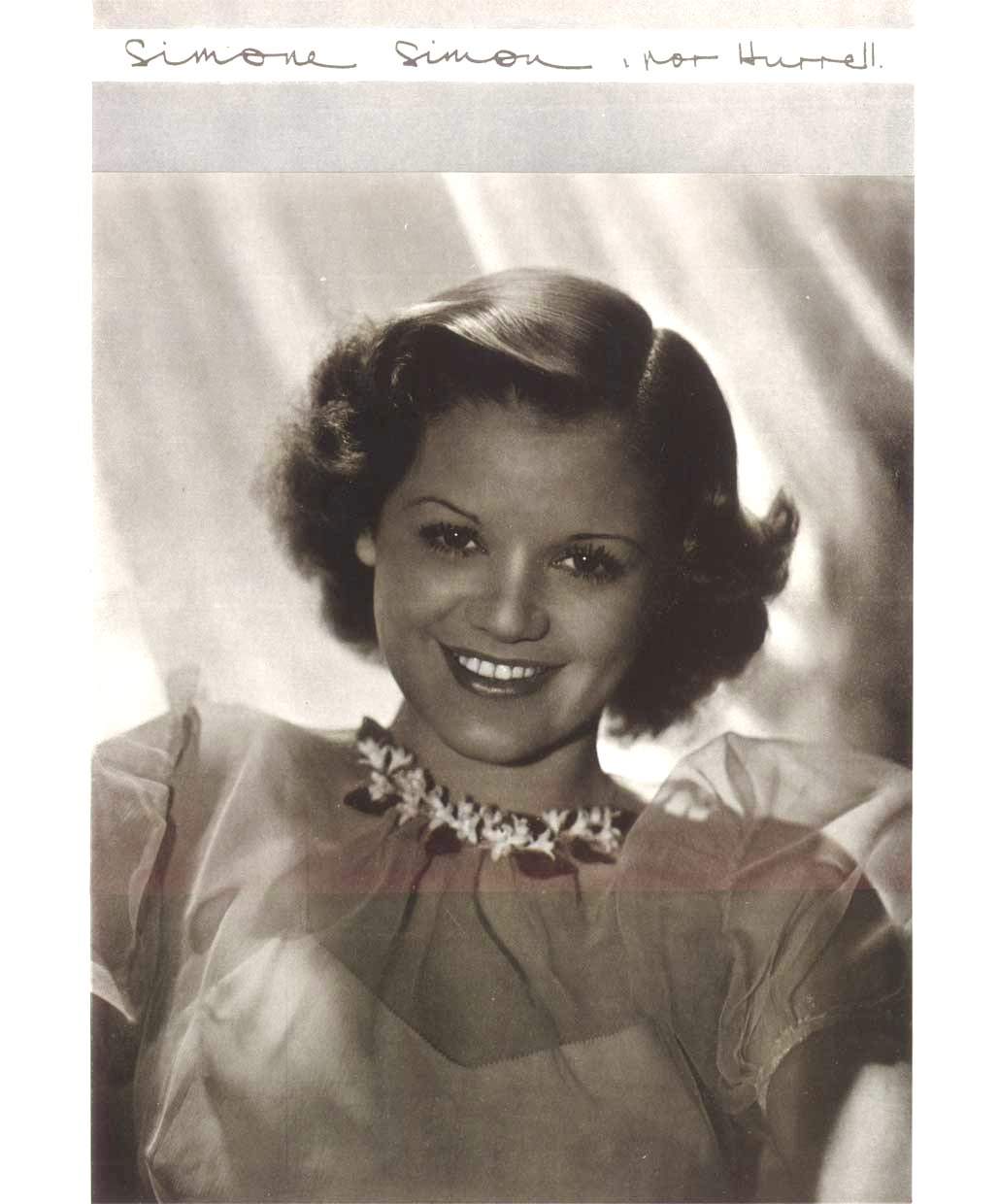
Simon a l'anunci d'una revista argentina amb el vestit de núvia del remake de 1937 de Seventh Heaven

Després de veure-la a Ladies Lake, Darryl F. Zanuck la va portar a Hollywood l'agost de 1935 amb una campanya de publicitat generalitzada. Abans d'acceptar un contracte americà, Simon va completar dues pel·lícules més per a Allégret, Les yeux noirs i Les beaux jours (1935). Era habitual que les actrius estrangeres rebessin mesos de preparació abans de treballar, però a Simon només li van donar unes poques setmanes de classes d'anglès abans que se li demanés que informés al plató. Mentrestant, l'estudi va tenir problemes per trobar-li un paper adequat. Tenia previst fer el seu debut al cinema nord-americà a A Message to Garcia (1936), interpretant una noia espanyola, però va ser substituïda per Rita Hayworth. A mitjans de 1935, va ser el protagonista femení a Under Two Flags  (1936), però va ser donat d'alta durant la producció.
Tot i que es va informar que ella ho va deixar a causa d'una malaltia, més tard es va revelar que Zanuck la va acomiadar després de dotze dies de rodatge a causa del seu comportament temperamental, que va disgustar el director de la pel·lícula Frank Lloyd. La mateixa Simon va afirmar en una entrevista de 1936 que va caure malalta després de setmanes de proves i assajos per a la pel·lícula. Ella va admetre, però, que en l'etapa inicial de la producció era temperamental, insistint que es va inspirar per comportar-se així després d'una conversa amb Marlene Dietrich, qui li va dir que "una estrella és tan important com ella mateixa vulgui ser." Va rebutjar qualsevol altra afirmació de ser grollera o difícil de treballar, explicant a la premsa que inicialment no estava acostumada a l'estil de vida estatunidenc, que segons la seva opinió era més extravertit que la manera de viure francesa. La seva mala salut va fer que fos hospitalitzada, durant la qual es va convèncer per renunciar al seu contracte americà.
Poc després d'haver decidit tornar a França, l'estudi la va assignar a un tercer paper de facturació a Girls' Dormitory (1936). Simon es va sentir atreta per la història i va veure "grans possibilitats" en el seu personatge. Segons s'informa, va tornar a mostrar temperament, la qual cosa va provocar dificultats amb Ruth Chatterton, l'estrella de la pel·lícula, que sentia que Simon estava rebent més atenció. Simon va confessar que estava nerviosa durant la producció, perquè els executius de l'estudi l'estaven observant de prop cada pas. Encara que es pensava que era un dels moments més destacats de l'any, Girls' Dormitory va ser aviat oblidada pel públic, fent que el debut cinematogràfic estatunidenc de Simon no fos impressionant. No obstant això, Simon va ser aclamada com una sensació i els crítics van aplaudir la seva actuació. A més, les revistes van informar que va portar a l'actriu fama de la nit al dia. Poc després de l'estrena de la pel·lícula, va ser seleccionada per White Hunter, una pel·lícula B que la reuniria amb el productor Irving Cummings. Durant el rodatge, va tornar a patir la grip, i finalment va haver de ser substituïda per l'actriu June Lang.

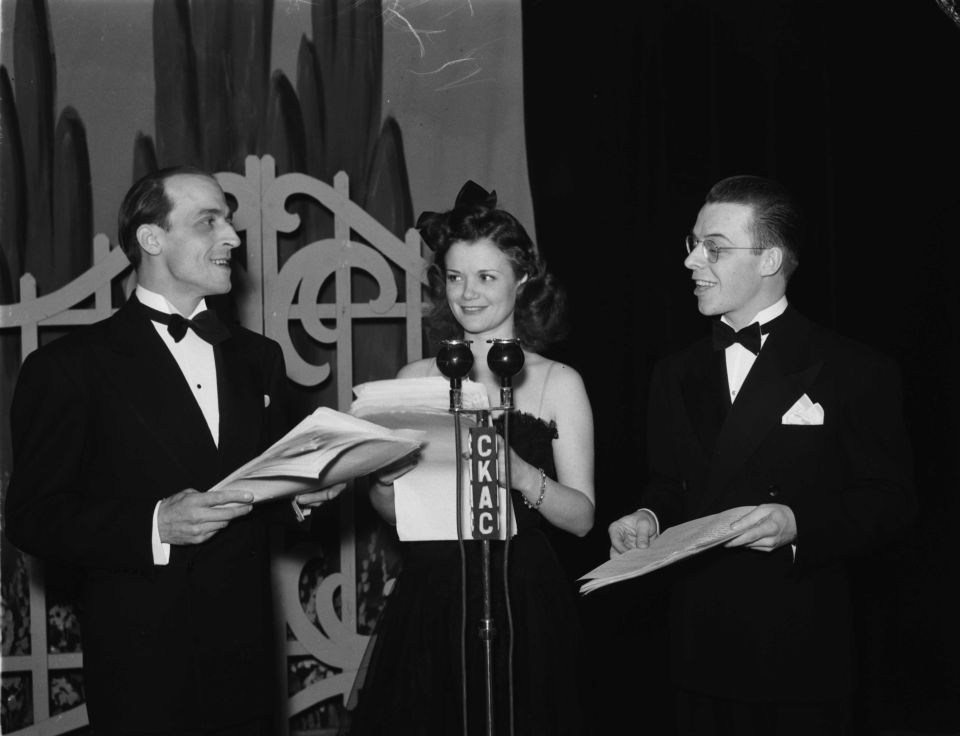
Simon actuant a Montreal el 1942

En canvi, l'estudi la va precipitar a la comèdia romàntica Ladies in Love (1936), que es va rodar a mitjans de 1936. Va compartir el protagonisme femení amb Janet Gaynor, Loretta Young i Constance Bennett, algunes de les quals es van oposar a la gran quantitat d'escenes que tenia Simon. Va ser una formació de pes pesat en què el paper de Simon li va deixar poques possibilitats de competir amb eficàcia. Tractant d'evitar baralles, va contractar un assistent per evitar que aparegués als titulars amb el seu comportament. Malgrat un gran augment, que incloïa un sou setmanal tot i que la seva primera pel·lícula americana es va estrenar més d'un any després de la seva arribada al país, les pel·lícules de Simon per a 20th Century Fox només van tenir un èxit moderat. Entre d'altres, va interpretar el paper de Janet Gaynor a remake de 1937 del clàssic mut Seventh Heaven (1927) , que va protagonitzar James Stewart i va fracassar. Després, va ser elegida per Danger – Love at Work (1937), però a causa del seu fort accent francès va haver de ser substituïda per Ann Sothern. En no trobar els papers adequats, l'estudi li va permetre anar de vacances de vuit setmanes a França, i després del seu retorn el juny de 1937, va ser assignada a Suez (1938), però el projecte va ser arxivat i finalment va ser substituïda.
A finals de la dècada de 1930, Simon va tornar a França, insatisfet amb el desenvolupament de la seva carrera cinematogràfica nord-americana i el fracàs de la seva publicitat relacionada. Allí va aparèixer a la pel·Lícula de Jean Renoir La bèstia humana el 1938. Amb el Esclat de la Segona Guerra Mundial, va tornar a Hollywood i va treballar per a RKO Radio Pictures on va aconseguir els seus majors èxits al cinema en anglès amb The Devil and Daniel Webster (1941), La dona pantera (1942) i La maledicció de la pantera (1944); aquests dos últims van formar part de la sèrie de pel·lícules de terror produïda per Val Lewton. En aquell moment, a causa de la seva relativa obscuritat als Estats Units, Simon va generar una sèrie de rumors apòcrifs sobre els seus orígens, com ara que era la filla amorosa de Marion Davies i William Randolph Hearst, i que havia estat una jugadora d'accions Paramount de Salem (Oregon). Aquestes pel·lícules no van tenir més èxit i ella va languir en pel·lícules mediocres fins al final de la guerra.
Va tornar a França per actuar i va aparèixer a La ronda (1950). Els seus papers cinematogràfics van ser pocs després d'això i va fer la seva última aparició al cinema el 1973.

## Vida personal i mort

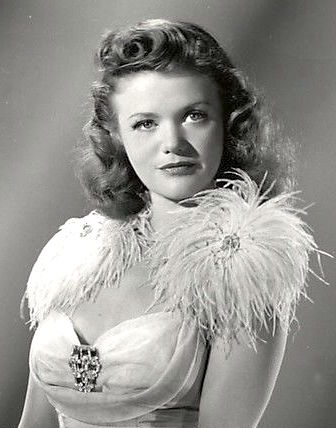
Foto promocional de La dona pantera feta el 10 d'agost de 1942

Simon no es va casar mai. La seva secretària va al·legar que donava una clau d'or del seu tocador a qualsevol home que li interessés, inclòs George Gershwin. No obstant això, tal com informa l'historiador del cinema Greg Mank en el seu comentari d'àudio per al DVD de La dona pantera, la secretària va ser jutjada aleshores per extorquir diners al seu empresari, i la seva paraula sobre aquest assumpte no es pot prendre seriosament (la secretària va ser condemnada més tard, i els termes de la seva llibertat condicional requerien que mai més tornés a parlar de l'escàndol de la "clau d'or"). A la dècada de 1950, Simon va tenir una relació sentimental amb el banquer francès i propietari/criador de cavalls de carreres Alec Weisweiller la dona del qual Francine era una de les mecenes de Jean Cocteau.
Alguna vegada va tenir una relació amb l'agent doble de la Segona Guerra Mundial Duško Popov, amb el nom en clau "Tricycle".
Simon va morir a París, França, el 22 de febrer de 2005 per causes naturals. Uns dies després, el ministre francès de Cultura Renaud Donnedieu de Vabres va emetre un comunicat en el qual exaltava "l'encant de Simon, el seu somriure irresistible... Amb la mort de Simone Simon, hem perdut una de les més seductores i brillants estrelles del cinema francès de la primera meitat del segle xx."
El 2011, l'actor i escriptor britànic Stephen Mosley li va retre homenatge en el seu aclamat llibre de contes estranys The Boy Who Loved Simone Simon.

## Filmografia
| Any  | Títol                             | Paper                                  | Notes                                                   |
| ---- | --------------------------------- | -------------------------------------- | ------------------------------------------------------- |
| 1931 | Durand contre Durand              | Eliane                                 |                                                         |
| 1931 | Mam'zelle Nitouche                |                                        | No acreditada                                           |
| 1931 | Le Chanteur inconnu               | Pierette                               |                                                         |
| 1931 | On opère sans douleur             |                                        |                                                         |
| 1932 | La Petite Chocolatière            | Julie                                  |                                                         |
| 1932 | Un fils d'Amérique                | Maryse                                 |                                                         |
| 1932 | Le Roi des palaces                | Victoire                               |                                                         |
| 1932 | Pour vivre heureux                | Jacqueline                             |                                                         |
| 1933 | Tire au flanc                     | Lily                                   |                                                         |
| 1933 | Prenez garde à la peinture        | Amélie Gadarin                         |                                                         |
| 1933 | L'Étoile de Valencia              | Rita                                   |                                                         |
| 1933 | Le Voleur                         |                                        |                                                         |
| 1934 | Lac aux dames                     | Puck                                   |                                                         |
| 1935 | Les Yeux noirs                    | Tania                                  |                                                         |
| 1935 | Les Beaux Jours                   | Sylvie                                 |                                                         |
| 1936 | Girls' Dormitory                  | Marie Claudel                          |                                                         |
| 1936 | Ladies in Love                    | Marie Armand                           |                                                         |
| 1937 | Seventh Heaven                    | Diane                                  |                                                         |
| 1937 | Love and Hisses                   | Yvett Guerin                           |                                                         |
| 1938 | Josette                           | Renee LeBlanc                          |                                                         |
| 1938 | La bèstia humana                  | Séverine Roubaud                       |                                                         |
| 1940 | Cavalcade d'amour                 | Juliette                               |                                                         |
| 1941 | The Devil and Daniel Webster      | Belle                                  | Títol alternatiu: All That Money Can Buy                |
| 1942 | La dona pantera                   | Irena Dubrovna Reed                    |                                                         |
| 1943 | Tahiti Honey                      | Suzette 'Susie" Durand                 |                                                         |
| 1944 | La maledicció de la pantera       | Irena Reed                             |                                                         |
| 1944 | Johnny Doesn't Live Here Any More | Kathie Aumont                          | Alternative title: And So They Were Married             |
| 1944 | Mademoiselle Fifi                 | Elizabeth Bousset – A Little Laundress | Títol alternatiu: Guy de Maupassant's Mademoiselle Fifi |
| 1946 | Pétrus                            | Migo                                   |                                                         |
| 1947 | Temptation Harbour                | Camelia                                | Títol alternatiu: Temptation Harbor                     |
| 1950 | Donne senza nome                  | Yvonne Dubois                          |                                                         |
| 1950 | La ronda                          | Marie, la donzella                     |                                                         |
| 1951 | Olivia                            | Mlle. Cara                             | Títol alternatiu: The Pit of Loneliness                 |
| 1952 | Le Plaisir                        | Joséphine – la model                   | (segment "Le Modèle")                                   |
| 1954 | I tre ladri                       | Doris Ornano                           |                                                         |
| 1954 | Das zweite Leben                  | Françoise Dunoyer                      |                                                         |
| 1956 | The Extra Day                     | Michele Blanchard                      |                                                         |
| 1973 | La Femme en bleu                  | La dame de Meudon                      |                                                         |